# Bečej
Bečej (em sérvio: Бечеј, pronounciado [bɛ̌tʃɛːj]; em húngaro: Óbecse, ˈoːbɛt͡ʃɛ; em latim: Bechey; em turco otomano: بچ; romaniz.: Beçe) é uma cidade e município no distrito de Bačka do Sul, na província autônoma da Voivodina, na Sérvia.

## Etimologia
O primeiro registro da cidade aparece em latim como Bechey em documentos datados de 1091, com o nome húngaro equivalente Becse aparecendo mais tarde. É provável que a origem do nome esteja no húngaro becs ("valor" ou "estima"), elemento repetido em outros topônimos húngaros como Nagybecskerek, Becsvölgye e Becsehely, sem falar nos nomes húngaro (Bécs) e croata (Beč) de Viena. Alguns linguistas, contudo, consideram que o termo tenha origem ávara, com Ferenc Czirbusz traduzindo-o por "atalaia" ou um castelo circular. Outros como Fehér Mátyás Jenő tendem a acreditar em uma origem etnonímica da palavra. Enfim, uma minoria, como Loránd Benkő, acredita em uma origem croata da palavra, mas não há evidência que apoie esta proposição.

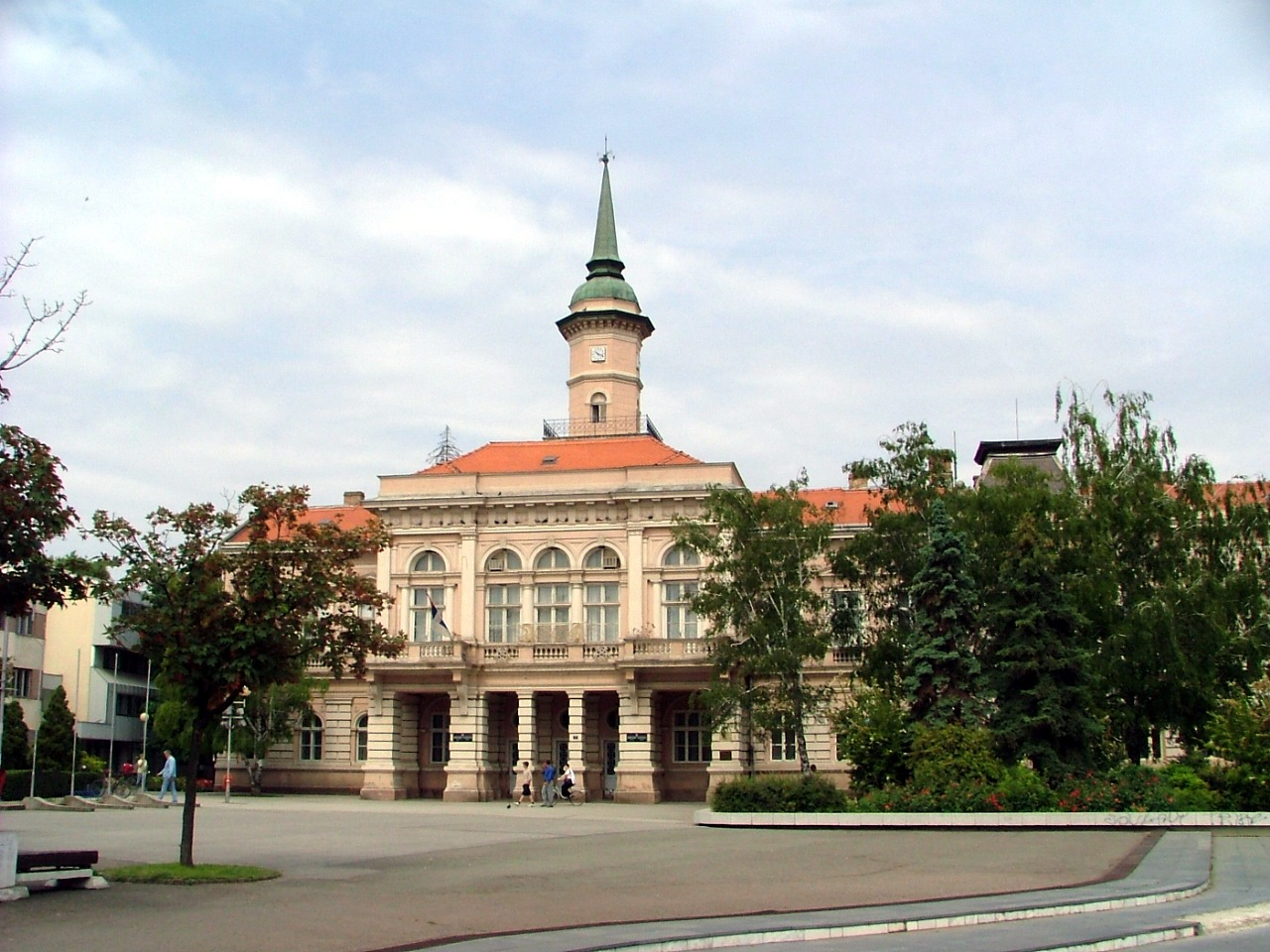
Prefeitura de Bečej

Ferenc Körmendi particularmente compatibiliza a origem na palavra húngara becs com a especulação sobre a origem ávara da palavra, encontrando evidências nos próprios costumes ávaros para tal. Sabe-se que o idioma dos ávaros tinha ao menos forte influência túrquica, se não fosse ele mesmo túrquico. Também se sabe que os ávaros costumavam fazer fortalezas esparsas nas quais todas depositavam seus próprios tesouros, sendo especialmente relevantes as joias, cujo nome túrquico seria semelhante a becs (havendo cognato no turco biçmek, "cortar"). Há, inclusive, evidências destas construções perto de Viena.

## História
A cidade foi mencionada pela primeira vez em 1091, sob a autoridade do Reino da Hungria. Foi ocupada pelo Despotado Sérvio sob Jorge I Branković entre 1419 e 1441, sendo posteriormente reconquistada pelo Despotado sob Lobo Gargurevitch no fim do século XV. Em 1551, os otomanos conquistaram a cidade sob o comando de Sokollu Mehmet Paxá. Com a ocupação da região pela Monarquia de Habsburgo no fim do século XVII, a cidade recebeu diversos imigrantes sérvios do Banato, fugindo do domínio otomano. Em 1751, quando já era uma cidade praticamente apenas sérvia, os Habsburgo deram autonomia à região e permitiram que húngaros se assentassem por lá, de forma que em poucas décadas cerca de metade da população já era húngara. Em 1918, a cidade foi, com o restante da Voivodina, anexada à Iugoslávia, assim continuando até o país se fragmentar em 1992, quando Bečej passou a pertencer à Sérvia e Montenegro, sucedida pela Sérvia.

## Demografia
Segundo dados de 2011, Bečej é, assim como outras localidades na Voivodina, uma cidade multiétnica, contando com 17 309 húngaros (46,34% da população) e 15 451 sérvios (41,37%), além de uma minoria expressiva de 842 romas (2,25%), 987 habitantes (2,54%) somando as outras minorias contabilizadas (croatas, iugoslavos, montenegrinos, albaneses, muçulmanos étnicos, macedônios, eslovacos, alemães, bunjevci, bósnios, búlgaros e goranos, do grupo mais numeroso até o menos numeroso) e 2 723 (7,29%) membros de minorias não catalogadas, num total de 37 351 habitantes.